# Río Oxabamba
Der Río Oxabamba ist ein 9 km langer linker Nebenfluss des Río Tarma in Zentral-Peru, in der Provinz Chanchamayo der Verwaltungsregion Junín. Zusammen mit dem Río Ulcumayo beträgt die Gesamtlänge 95 km. 

## Flusslauf
Der Río Oxabamba entsteht 9 km nordwestlich von San Ramón am Zusammenfluss von Río Ulcumayo (links) und Río Casca (rechts). Er durchquert die östlichen Ausläufer der peruanischen Zentralkordillere in südsüdöstlicher Richtung. Er mündet schließlich auf einer Höhe von etwa 840 m 2 km westlich von San Ramón in den nach Osten fließenden Río Tarma.

## Quellflüsse
Der Río Ulcumayo ist der 86 km lange linke Quellfluss. Er entspringt (⊙) in der peruanischen Zentralkordillere 15 km nordöstlich des Junín-Sees auf einer Höhe von etwa 4350 m im Nordosten des Distrikts Carhuamayo in der Provinz Junín. Er fließt in überwiegend östlicher Richtung durch das Bergland. Dabei durchquert er den Distrikt Ulcumayo. Bei Flusskilometer 68 passiert er das Distriktsverwaltungszentrum Ulcumayo. Zwischen den Flusskilometern 51 und 20 bildet der Río Ulcumayo die Grenze zwischen den Provinzen Junín im Norden und Tarma im Süden. Auf den letzten 10 Kilometern wendet sich der Río Ulcumayo nach Süden. Dieser Flussabschnitt liegt in der Provinz Chanchamayo. Er trifft schließlich auf einer Höhe von etwa 1030 m auf den von Westen kommenden Río Casca. Der Río Ulcumayo entwässert ein Areal von etwa 1250 km².
Der Río Casca ist der 36 km lange rechte Quellfluss. Seinen Ursprung bildet der etwa 4280 m hoch gelegene Bergsee Laguna Uchulomay (⊙). Der Fluss verläuft in überwiegend östlicher Richtung durch das Bergland. Bei Flusskilometer 26 befindet sich der Weiler Casca. Der Río Casca trennt auf seiner gesamten Länge die Distrikte Chanchamayo (im Norden) und San Ramón (im Süden). Das Einzugsgebiet des Río Casca umfasst eine Fläche von ungefähr 280 km².

## Einzugsgebiet
Der Río Oxabamba entwässert ein Areal von etwa 1560 km². Das Einzugsgebiet grenzt im Süden an das des oberstrom gelegenen Río Tarma, im Westen an das des Junín-Sees, im Norden an das des Río Paucartambo sowie im Osten an das des Río Chanchamayo. Das Schutzgebiet Santuario Nacional Pampa Hermosa erstreckt sich über einen Höhenkamm zwischen den Flüssen Río Ulcumayo und Río Casca.